# Iffeldorf
Iffeldorf là một xã ở huyện Weilheim-Schongau, bang Bayern, Đức.

## Địa lý
Iffeldorf nằm ở vùng Oberland, cách München khoảng chừng 50 km gần đầu cuối của hồ Starnberger See. Các hồ Osterseen ở phía Nam 
cho tới hồ Ameisensee thuộc địa phận của xã.

## Lịch sử
Cho tới thời kỳ thế tục hóa vào năm 1803 Iffeldorf thuộc tu viện Wessobrunn.
Xã có một nhà thờ Công giáo Pfarrkirche St. Vitus và nhà thờ nhỏ Heuwinklkapelle

### Phát triển dân số
| Năm    | 1840 | 1871 | 1900 | 1925 | 1939 | 1950  | 1961  | 1970  | 1987  | 2000  | 2002  | 2003  | 2004  | 2005  | 2006  | 2007  | 2008  | 2009  | 2010  | 2011  |
| Dân số | 346  | 497  | 708  | 927  | 941  | 1.593 | 1.533 | 1.628 | 1.942 | 2.459 | 2.513 | 2.520 | 2.538 | 2.559 | 2.579 | 2.567 | 2.538 | 2.514 | 2.529 | 2.540 |

|  |  |  |